# 명지 (1983년)
명지(본명: 김명지, 1983년 10월 10일 ~ )는 대한민국의 가수이다.

## 경력
- 그룹 '세가수' 멤버
- 그룹 '허니비' 멤버

## 노래
- 날 사랑 말아요
- 희망가요
- 사랑이 내 삶에 들어왔다
- 다짐
- 괜찮아 (Inst.)
- 살래
- 탓 (Inst.)
- 괜찮아
- 곤드레 만드레 (Inst.)
- 살래 (Inst.)
- 홀로된 사랑 (Inst.)
- 다시 한번 (Inst.)
- 홀로된 사랑
- 곤드레 만드레

## 명지 앨범
- 명지 싱글 "날 사랑 말아요"(2023년10월20일 발표)
- 명지 싱글 "희망가요"(2023년10월10일 발표)
- 명지 싱글 RESET (2023년1월23일 발매)
- 홀로된 사랑
- 곤드레 만드레
- 명지 1st 싱글앨범
- 명지 Again

## 학력
- 분당영덕여자고등학교 (졸업)

## 기타
- 2008 발매앨범허니비 싱글 앨범 [마지막 편지]